# Secuestro del Boeing 727 de Aerotal
El Secuestro del Boeing 727 de Aerotal se registró el 27 de enero de 1982, involucrando a un avión Boeing 727-114 con la matrícula HK-2637-X, perteneciente a la compañía Aerolíneas Territoriales de Colombia (Aerotal), cuando cubría una ruta desde el Aeropuerto El Dorado de Bogotá al Aeropuerto Matecaña de Pereira. El avión fue secuestrado por un comando guerrillero del Movimiento 19 de abril (M-19).

## Aeronave
La aeronave era un Boeing 727-114, número de serie 18856, estaba equipado con 3 motores Pratt & Whitney JT8D-7B y realizó su primer vuelo el 28 de julio de 1967. Fue entregado a la compañía Pacific Southwest Airlines (PSA) que lo operó hasta septiembre de 1968 con la matrícula N977PS, la aeronave fue luego alquilada a Mexicana de Aviación en diciembre de 1968, la cual lo rematriculó como XA-TUY y lo compró en noviembre de 1969, operándolo de manera continua, hasta que fue adquirido por la compañía Aeronautics & Astronautics en enero de 1981. Esta compañía lo alquiló a Aerotal Colombia en junio de 1981 recibiendo la matricula HK-2637-X. En enero de 1982, después de recibir severos daños estructurales en el fuselaje y las alas durante el secuestro que se reseña en este artículo, fue reparado en el Aeropuerto de Palmaseca, volviendo al servicio con la aerolínea colombiana hasta el cierre de la misma en 1983.
Tras el cierre de la aerolínea, el avión fue transitoriamente utilizado por la Fuerza Aérea Panameña con matricula FAP-501 y asignado a la flota de transporte VIP del entonces dictador panameño Manuel Antonio Noriega. Tras una batalla legal, la compañía Aeronautics & Astronautics recuperó la aeronave, que fue devuelta con la matricula civil de Aerotal en Panamá (HP-1001) y posteriormente fue comprada por la compañía Jet East International en agosto de 1985 y matriculada como N726JE, luego alquilado por la compañía Skybus con la misma matrícula entre los meses de octubre de 1985 y abril de 1986, operando vuelos para la compañía World Airways.
Luego fue vendido a la compañía Aviation Sales en mayo de 1986 y alquilado a la compañía venezolana Avensa en junio de 1986 y obtuvo la matrícula venezolana YV-90C, la cual lo retornó a su propietario en junio de 1991. Finalmente fue alquilado a la compañía mexicana TAESA y registrado como XA-NAD desde julio de 1991 hasta abril de 1993 cuando retornó al servicio de Avensa con la nueva matricula YV-840C y finalmente fue retirado de servicio y desmantelado por piezas.

## Acontecimiento
El 27 de enero de 1982, cuando despegó la aeronave HK-2637-X cumpliendo la ruta Bogotá, El Dorado – Pereira, Matecaña, sus 6 tripulantes fueron abordados por un comando guerrillero del Movimiento 19 de abril (M-19) denominado Héroes del Karina o Luis Javier Cifuentes,exigiendo que el avión volviera a aterrizar en Bogotá. El avión volvió a aterrizar en Bogotá en la cabecera 31 de la única pista del aeropuerto en ese entonces.
El comando guerrillero comunica vía radio que tiene armas, granadas y explosivos y exigen la presencia de un miembro de la Comisión de Paz,y de la columnista del diario El Espectador María Teresa Herrán. Al recibir respuesta negativa a sus exigencias y notar movimientos de la Policía Nacional y del F2 el avión despega sin autorización hacia el Aeropuerto de Palmaseca (actual Alfonso Bonilla de Aragón) en Cali.
Varias mujeres y niños fueron liberados por los secuestradores en el aeropuerto de Cali.Finalmente, el 28 de enero fueron liberados los 85 rehenes restantes y los guerrilleros embarcaron en un avión privado,en el que abandonaron el espacio aéreo colombiano hacia Cuba.Se estableció que el secuestro tenía motivos propagandísticos y difundir un documento en el que rechazaban la amnistía del gobierno de Julio César Turbay.